# Krenosmittia hispanica
Krenosmittia hispanica är en tvåvingeart som beskrevs av Wulker 1957. Krenosmittia hispanica ingår i släktet Krenosmittia och familjen fjädermyggor. Inga underarter finns listade i Catalogue of Life.